# Marty Reisman
Marty Reisman, pseudonyme de Martin Reisman, dit l'Aiguille — à cause de sa maigreur —,, né à New York (Manhattan) le 1er février 1930 et mort dans la même ville le 7 décembre 2012 est un champion de tennis de table américain.
Il fut champion des États-Unis en 1958 et 1960, et champion de hardbat des États-Unis en 1997.

## Biographie
Marty Reisman a été champion des États-Unis par équipes en 1948, deux fois champion des États-Unis en simple en 1958 et 1960, vainqueur de l'Open d'Angleterre en 1949 face à la légende du tennis de table Viktor Barna, deux fois vainqueur de l'US Open en 1958 et 1960, médaille de bronze en simples messieurs aux Championnats du monde de tennis de table en 1949, et deux fois médaille de bronze aux Championnats du monde par équipes de tennis de table en 1948 et 1949.
Il n'a jamais adopté les raquettes avec mousse qui ont été introduites aux Championnats du monde en 1951. Il considérait que ce nouveau type de revêtements dénaturait le jeu.
Durant sa longue carrière sportive, son principal adversaire a été le quadruple champion du monde Richard Bergmann.